# Monte Bud Dajo
Il Bud Dajo, anche Buddajo o Dajo, è con i suoi 620 m di altezza il più elevato cono attivo di un vasto complesso vulcanico costituito da coni piroclastici che forma l'isola di Jolo nell'arcipelago delle Isole Sulu, nella parte più sud-occidentale dell'arcipelago delle Filippine, ai confini con la Malaysia. Il Bud Dajo è un cono in basalto con un diametro di circa 9 km che ospita, nel cratere principale, il lago Panamao. L'attività vulcanica storica del Bud Dajo riporta di due attività di tipo freatico forse nel 1641 e con sicurezza nel 1897.
Sempre sulla medesima isola di Jolo, che ha un diametro di circa 60 km, si trovano, nell'adiacenze del Bud Dajo, i coni piroclastici di Matanding (400 m s.l.m.), di Guimba (482 m) e Sungal (518 m).

## Parco nazionale del Monte Dajo
Nel febbraio del 1938 l'area costituita dal Bud Dajo e dalle sue vicinanze è stata dichiarata parco nazionale del Monte Dajo con proclamazione dell'allora presidente delle Filippine Manuel Quezón No. 261, s. 1938: l'area protetta è stata posta sotto la responsabilità del Department of Environment and Natural Resources (DENR) e occupa una superficie di circa 230 ettari.